# Galeodes venator
Espèce
Galeodes venator est une espèce de solifuges de la famille des Galeodidae.

## Distribution
Cette espèce se rencontre au Maroc, en Algérie et en Tunisie.

## Description
Les mâles décrits par Roewer en 1934 mesurent de 15 à 18 mm et les femelles de 15 à 18 mm.

## Publication originale
- Simon, 1879 : Essai d'une classification des Galéodes, remarques synonymiques et description d'espèces nouvelles ou mal connues. Annales de la Société Entomologique de France, sér. 5, vol. 9, p. 93–154 (texte intégral).